# Cercidospora werneri
Cercidospora werneri är en lavart som beskrevs av Nav.-Ros., Calat. & Hafellner 2009. Cercidospora werneri ingår i släktet Cercidospora, klassen Dothideomycetes, divisionen sporsäcksvampar och riket svampar.   Inga underarter finns listade i Catalogue of Life.